# A Toy of Fate
A Toy of Fate est un film américain réalisé par Harry McCoy, sorti en 1917.

## Fiche technique
- Titre original : A Toy of Fate
- Réalisation : Harry McCoy
- Photographie : Charles R. Seeling
- Production : Mack Sennett
- Société de production : Keystone
- Société de distribution : Keystone
- Pays de production :  États-Unis
- Langue originale : anglais
- Format : noir et blanc — 35 mm — 1,37:1 — Film muet
- Genre : Comédie
- Durée : une bobine - 300 m
- Date de sortie :
  - États-Unis : 8 juillet 1917

## Distribution
- Harry McCoy
- Harry Clifton
- Frank Bond
- Alatia Marton
- A. Edward Sutherland
- S.D. Wilcox